# مصر العليا ومصر السفلى
في تاريخ مصر القديمة، كانت فترة مصر العليا والسفلى (المعروف أيضًا باسم الأرضين) هي المرحلة الأخيرة من مصر ما قبل التاريخ وتسبق مباشرة توحيد البلاد. كانت فكرة مصر كالأرضين مثالاً على الازدواجية في الثقافة المصرية القديمة، بين مملكة الشمال في الدلتا وجزء من مصر الوسطى ومملكة الجنوب في الصعيد بطوله، وغالبًا ما ظهرت الإشارة لها في النصوص والصور، بما في ذلك ألقاب الملوك المصريين.
كان اللقب المصري سِما تاوي الذي يُترجم عادةً إلى "موحد الأرضين"، يُصوَّر على شكل قصبة هوائية بشرية ملتفة مع نباتي البردي واللوتس. كانت القصبة الهوائية ترمز إلى التوحيد، بينما يرمز نباتا البردي واللوتس إلى مصر السفلى والعليا على التوالي.
كانت الألقاب القياسية للملوك تشمل لقب العرش، الذي يسبق في العادة بعبارة نيسوت بيتي والتي تعني حرفيًا "المنسوب لنبات البوص والنحلة"، وهما رمزان لمصر العليا والسفلى على الترتيب)، وأيضًا "رب الأرضين" أو نب تاوي بالمصرية القديمة. كانت الملكات الحاكمات يُخاطبن بصفة الملك ويعاملن كذكور، بينما كانت زوجات الملوك قد يستخدمن نسخًا مؤنثة من اللقب الثاني، فيطلق عليهن "ربة الأرضين" (نبت تاوي)، و"سيدة الأرضين بأكملها" (حنوت تاوي تم)، و"سيدة الأرضين" (حنوت تاوي).

## التركيب

التاج المزدوج لمصر

كانت مصر القديمة مقسمة إلى منطقتين، هما مصر العليا ومصر السفلى. كانت مصر السفلى تقع في الشمال، حيث يمتد نهر النيل بفروعه المتعددة ليشكل دلتا النيل. أما مصر العليا فكانت تمتد جنوبًا وصولًا إلى أسوان. ويعتمد المصطلحان "العليا" و"السفلى" على اتجاه تدفق النيل من مرتفعات إثيوبيا وصولا للسودان في الجنوب عند منابعه نحو الشمال باتجاه البحر المتوسط حيث المصب، فيصبح الجنوب أعلى من الشمال ارتفاعا لذا تتدفق المياة من الجنوب متدرجة نحو الشمال.
تم توحيد مملكتي مصر العليا والسفلى حوالي 3000 قبل الميلاد، لكن كل منهما حافظت على شعاراتها الخاصة: حجيت أو التاج الأبيض لمصر العليا ودِشرت أو التاج الأحمر لمصر السفلى. ومن ثم كان الملوك يُعرفون بحُكام الأرضين، ويرتدون سخمتي، وهو تاج مزدوج يمثل كل جزء سيادة إحدى المملكتين. وتُنسب التقاليد المصرية القديمة إلى مينا، الذي يُعتقد الآن أنه نفسه نعرمر،كونه الملك الذي وحّد مصر العليا والسفلى. في لوحة نعرمر، يظهر الملك مرتديًا التاج الأحمر في مشهد والتاج الأبيض في مشهد آخر، مما يعلن سيطرته على الأرضين.

## سما تاوي والرمزية

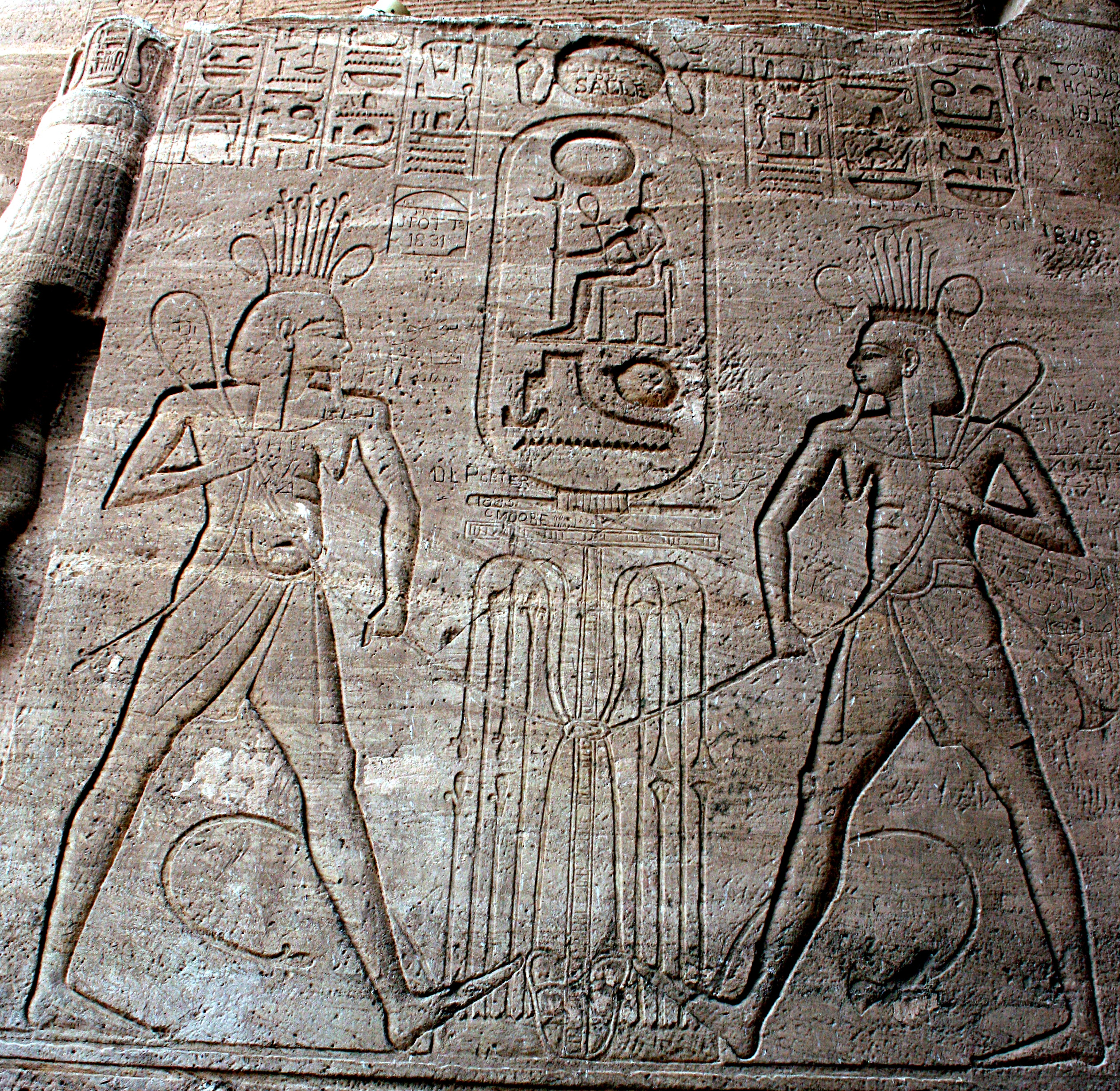
حابي يربط نباتي البردي واللوتس في رمز سما تاوي لتوحيد مصر العليا والسفلى

يتم تصوير توحيد مصر العليا والسفلى من خلال ربط نباتي البردي واللوتس. يرمز هذا الرابط إلى كل من التناغم عبر الربط والسيطرة عبر الاحتواء. الازدواجية تمثل جزءًا مهمًا من الأيقونات الملكية. أحيانًا يتم تمديد هذا المفهوم عبر ربط النباتات أيضًا بالأعداء الأجانب (سواء من الشمال أو الجنوب).
خلال الأسرة الأولى، ظهرت الألقاب الملكية الثنائية، بما في ذلك لقب ملك مصر العليا والسفلى (نيسوت بيتي) الذي يجمع بين النبات الذي يمثل مصر العليا والنحلة التي تمثل مصر السفلى. اللقب الثنائي الآخر هو [[الألقاب الملكية المصرية القديمة#اسم نبتي ("السيدتين")|اسم السيدتين]] أو "نبتي". السيدتان هما نخبت، إلهة النسر المرتبطة بـ نخن في مصر العليا، وواجيت، إلهة الكوبرا المرتبطة بـ بوتو في مصر السفلى.
هناك العديد من التصاوير التي تُظهر طقوس توحيد الأرضين. وليس من المعروف ما إذا كان هذا ربما طقسًا يُؤدى في بداية حكم الملك أو مجرد تصوير رمزي. تظهر العديد من هذه التصاوير الإلهين اللذين يربطان النباتات. غالبًا ما يكون الإلهان حورس وست، أو أحيانًا حورس وتحوت. وهناك عدة أمثلة على حوامل المراكب من عهود أمنحتب الثالث (الأشمونين)، تهارقا (جبل البركل)، وأتلانيرسا (جبل البركل)، تُظهر إلاهان للنهر يؤديان الطقس. هذا يتماشى مع مشهد من معبد أبو سمبل من زمن رمسيس الثاني.
هناك عدد قليل من المشاهد التي يظهر فيها الملك نفسه يؤدي الطقوس. جميع هذه المشاهد تأتي من حوامل المراكب وتعود لعهد أمنحتب الثالث، سيتي الأول ورمسيس الثالث. وقد تكون المشاهد الأخيرة نسخًا من الأول.

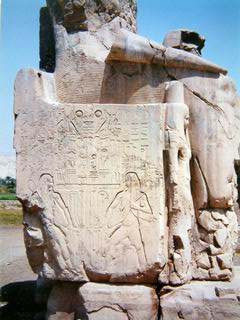
إله النهر حابي يوحد مصر العليا والسفلى. تمثالا ممنون. عهد أمنحتب الثالث.
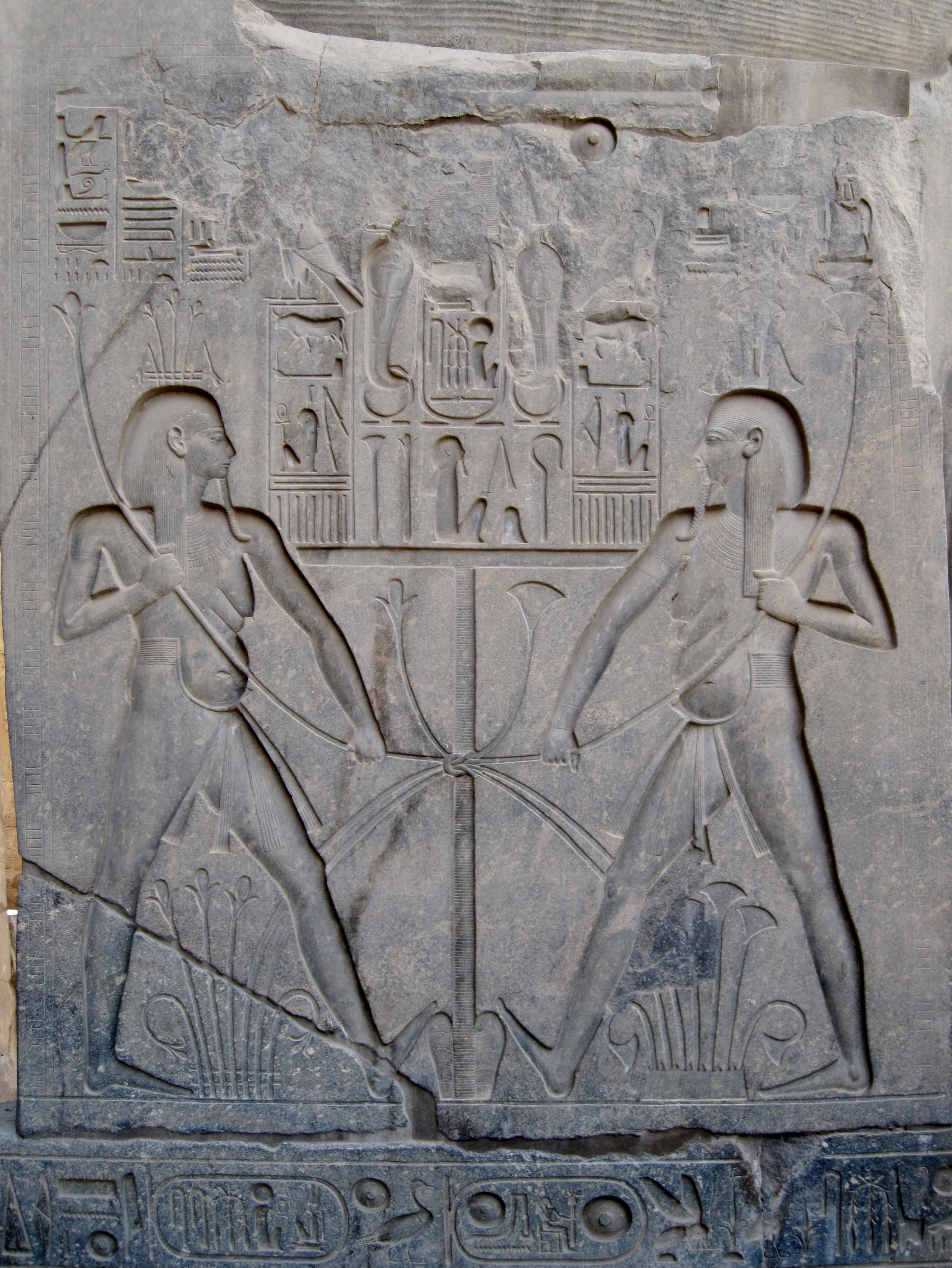
مشهد من معبد الأقصر، طيبة (مصر)
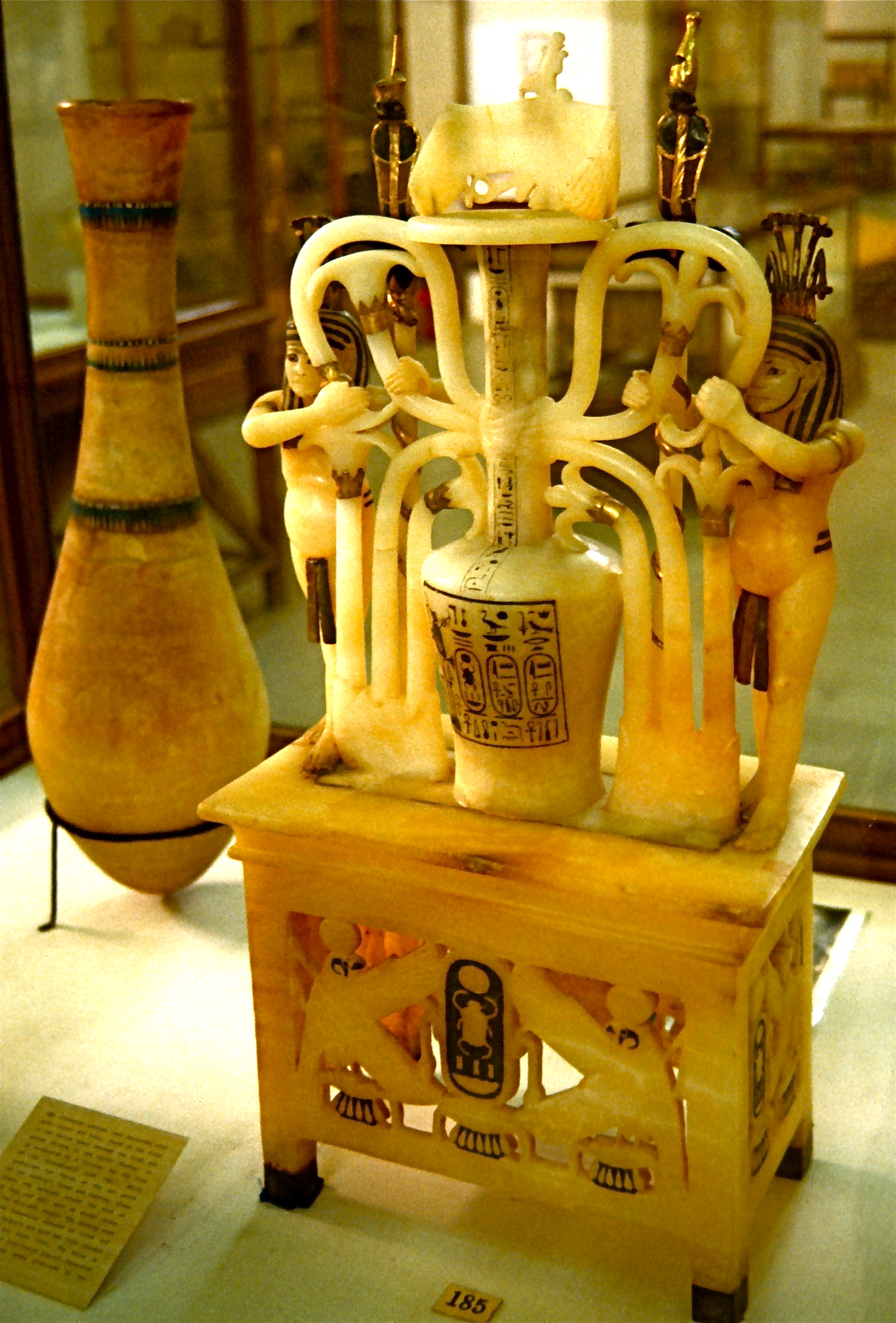
جرة من الألباستر تصور رمز "سما تاوي" مع حابي. من مقبرة توت عنخ آمون.
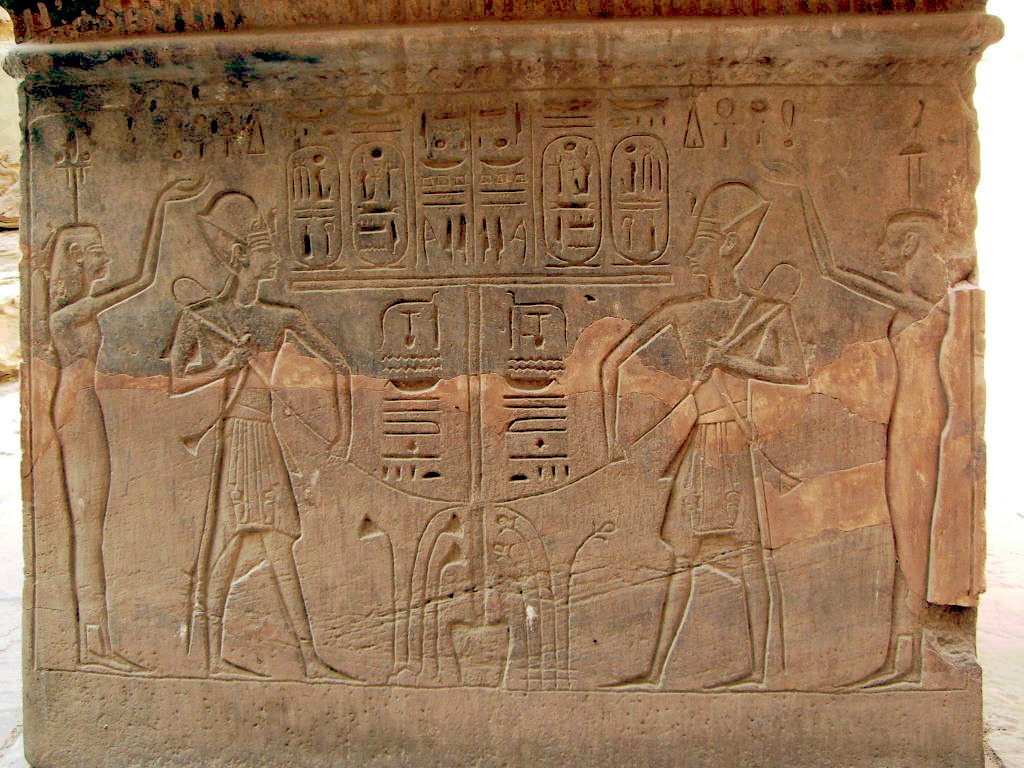
رمسيس الثالث في معبد خونسو.
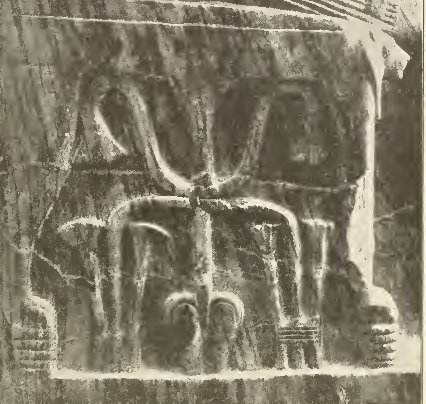
رمز سما تاوي (بدون آلهة) على جانب عرش خفرع.